# Sportpaleis Group
De Sportpaleis Group is een Belgisch bedrijf dat de exploitatie van verschillende arena's en theaters in handen heeft. Het bedrijf is gevestigd in Antwerpen. Onder de groep vallen drie grote bedrijven: de nv Antwerps Sportpaleis, PSE Belgium (Promotor voor Speciale Evenementen) en Tele Ticket Service (een ticketingbureau dat instaat voor het verkopen van tickets voor alle events in de zalen van de Sportpaleis Group).

## Geschiedenis
De Sportpaleis Group ontstond nadat nv Antwerps sportpaleis in januari 2012 de exploitatie van de Grenslandhallen met de Ethias Arena in Hasselt overnam.
In 2013 volgde uitbreiding door overname van de dagelijkse leiding van Vorst Nationaal, dat wel eigendom bleef van Music Hall Group.
Een jaar later volgde de overname van de Capitole en de Stadsschouwburg Antwerpen. Hierdoor werd de Sportpaleis Group een van de marktleiders in België op het vlak van arena-exploitatie.
In april 2022 veranderde de naam naar be•at.
Anno 2018 wordt de organisatie geleid door Jan Van Esbroeck en Jan Vereecke, ook de organisatoren van Night of the Proms.

## Zalen en locaties
- Antwerpen:  Sportpaleis, Lotto Arena en Stadsschouwburg Antwerpen
- Brussel: Vorst Nationaal
- Gent: Capitole
- Hasselt: Park H (o.a. Trixxo Arena, Plopsa Indoor en Versuz)